# 北洋保商银行大楼
北洋保商银行大楼是北洋保商银行在中国天津建造的总行大楼。该分行开设于1910年，选址在天津法租界的主要街道大法国路与巴斯德路交口（今解放北路52号），作为天津租界时代留存下来的重要建筑之一，该建筑目前是一般保护等级历史风貌建筑和天津市文物保护单位。

## 建筑
北洋保商银行大楼建于1910年，为二层砖混结构楼房。在转角处有山花式处理的细节。入口设在转角处，外立面为青水砖墙，顶层建有缓坡式屋顶，整体建筑为折衷主义建筑风格。

## 内部链接
- 北京北洋保商银行大楼